# Quechua
Quechua er et sydamerikansk sprog i Andesregionen. Sproget har oprindelse hos inkaerne. Sproget tales i dag af af cirka 8-11 millioner af de oprindelige indbyggere, især i Peru (ca. 8 mio), Ecuador (knap 2 mio) og i Bolivia (ca. 1 mio.).